# John Elefante
John Elefante (* 18. března 1958) je americký skladatel, zpěvák klávesista, kytarista, baskytarista, bubeník a producent. Nejvíce se proslavil jako člen skupin Kansas a Mastedon.